# NGC 7518
NGC 7518 is een spiraalvormig sterrenstelsel in het sterrenbeeld Vissen. Het hemelobject werd op 29 augustus 1863 ontdekt door de Duitse astronoom Albert Marth.

## Synoniemen
- UGC 12422
- IRAS 23106+0603
- MCG 1-59-12
- ZWG 406.20
- MK 527
- KUG 2310+060
- PGC 70712